# Forfait fiscal en France
Un forfait fiscal est un mode de calcul d'impôt simplifié où le montant à régler par le contribuable est calculé sur la base d'une somme fixe ou d'un simple pourcentage. Simplifiant le travail administratif de calcul et de collecte de l'impôt (à la fois pour le contribuable et l'administration), en particulier lorsque les montants en jeu sont faibles et ne justifient pas l'établissement d'une comptabilité trop détaillée.
En France, il existe plusieurs systèmes forfaitaires :
- le micro-BIC : un forfait destiné aux particuliers exerçant une petite activité commerciale et qui, à condition de réaliser un chiffre d'affaires inférieur à un certain seuil, évite la gestion de la taxe sur la valeur ajoutée et où le bénéfice est calculé comme un pourcentage fixe du chiffre d'affaires[1].
- le micro-foncier : il permet aux particuliers ayant de petits revenus locatifs de calculer les charges de façon forfaitaire[2]